# Liste der Nintendo-Switch-Spiele
Die Liste der Nintendo-Switch-Spiele enthält die in Europa veröffentlichten Spiele für die Nintendo Switch. Sie erhebt keinen Anspruch auf Vollständigkeit.

## Bereits in Europa veröffentlichte Spiele
Die folgende Liste der Nintendo-Switch-Spiele ist aufgrund der vielen Einträge auf Teillisten alphabetisch sortiert nach den Anfangsbuchstaben verteilt:
Die NES- und SNES-, sowie die 64- und Sega Genesis-, als auch die Game-Boy- und Game-Boy-Advance-Spiele die Nintendo im Rahmen des Nintendo-Switch-Online-Services veröffentlicht hat, sind in der Liste der Nintendo-Switch-Online-Spiele zu finden.
Die von Hamster Corporation emulierten Arcade-Spiele und Neo-Geo-Spiele, die unter den Labeln Arcade Archives bzw. ACA NEOGEO veröffentlicht wurden, sind in der Liste der Arcade-Archives-Spiele zu finden.
Die Spalte Handel in den Unterlisten zeigt an, ob das jeweilige Spiel als Modul im Handel verfügbar ist bzw. war. Viele Spiele sind nur über den Nintendo eShop als Download verfügbar.

## Millionenseller auf der Nintendo Switch
Über 85 Spiele, die für die Nintendo Switch veröffentlicht wurden, sind Millionenseller und wurden über 1 Million Mal verkauft. Die folgende Liste gibt eine Übersicht über die bekannten Millionenseller. Sie erhebt keinen Anspruch auf Vollständigkeit.
Einige Anmerkungen zu den Spalten der Liste sind:
- Nr.: Nintendo aktualisiert alle drei Monate die Liste der zehn meistverkauften Nintendo-Switch-Spiele. Da nicht alle Publisher Verkaufszahlen veröffentlichen, regelmäßig aktualisieren oder nach Plattform aufteilen, ist eine genaue Platzierung nicht möglich. Daher sind nur die ersten zehn Spiele durchnummeriert.
- Veröffentlichung: Das in dieser Spalte angegebene Datum ist die Erstveröffentlichung des Spiels auf der Nintendo Switch. Teilweise sind Spiele nicht in Europa erschienen oder in Europa zu späteren Zeitpunkten erschienen.
- verkaufte Einheiten: Da nicht alle Publisher die Verkaufszahlen regelmäßig aktualisieren, können bei einigen Spielen die Verkaufszahlen heute höher sein als angegeben. Die angegebenen Verkaufszahlen sind außerdem nur die Verkaufszahlen der Nintendo-Switch-Version, auch wenn Spiele auf mehreren Plattformen erschienen sind.

| Nr. | Titel                                              | Entwickler                        | Publisher                         | Genre                           | Veröffentlichung | verkaufte Einheiten | Stand         |
| --- | -------------------------------------------------- | --------------------------------- | --------------------------------- | ------------------------------- | ---------------- | ------------------- | ------------- |
| 1   | Mario Kart 8 Deluxe                                | Nintendo EAD                      | Nintendo                          | Rennspiel                       | 28. Apr. 2017    | 68,86 Millionen     | 30. Juni 2025 |
| 2   | Animal Crossing: New Horizons                      | Nintendo EPD                      | Nintendo                          | Lebenssimulation                | 20. März 2020    | 48,19 Millionen     | 30. Juni 2025 |
| 3   | Super Smash Bros. Ultimate                         | Bandai Namco Studios, Sora Ltd.   | Nintendo                          | Kampfspiel                      | 7. Dez. 2018     | 36,55 Millionen     | 30. Juni 2025 |
| 4   | The Legend of Zelda: Breath of the Wild            | Nintendo EPD                      | Nintendo                          | Action-Adventure                | 3. März 2017     | 33,04 Millionen     | 30. Juni 2025 |
| 5   | Super Mario Odyssey                                | Nintendo EPD                      | Nintendo                          | Jump ’n’ Run                    | 27. Okt. 2017    | 29,50 Millionen     | 30. Juni 2025 |
| 6   | Pokémon Strahlender Diamant und Leuchtende Perle   | ILCA                              | The Pokémon Company, Nintendo     | Rollenspiel                     | 19. Nov. 2021    | 27,15 Millionen     | 30. Juni 2025 |
| 7   | Pokémon Schwert und Schild                         | Game Freak                        | The Pokémon Company, Nintendo     | Rollenspiel                     | 15. Nov. 2019    | 26,84 Millionen     | 30. Juni 2025 |
| 8   | The Legend of Zelda: Tears of the Kingdom          | Nintendo EPD                      | Nintendo                          | Action-Adventure                | 12. Mai 2023     | 21,93 Millionen     | 30. Juni 2025 |
| 9   | Super Mario Party                                  | NDcube                            | Nintendo                          | Party-Spiel                     | 5. Okt. 2018     | 21,19 Millionen     | 30. Juni 2025 |
| 10  | New Super Mario Bros. U Deluxe                     | Nintendo EAD                      | Nintendo                          | Jump ’n’ Run                    | 11. Jan. 2019    | 18,36 Millionen     | 30. Juni 2025 |
|     | Nintendo Switch Sports                             | Nintendo EPD                      | Nintendo                          | Sportsimulation                 | 29. Apr. 2022    | 16,27 Millionen     | 31. März 2025 |
|     | Super Mario Bros. Wonder                           | Nintendo EPD                      | Nintendo                          | Jump ’n’ Run                    | 20. Okt. 2023    | 16,03 Millionen     | 31. März 2025 |
|     | Ring Fit Adventure                                 | Nintendo EPD                      | Nintendo                          | Exergaming, Rollenspiel         | 18. Okt. 2019    | 15,38 Millionen     | 31. März 2023 |
|     | Pokémon-Legenden: Arceus                           | Game Freak                        | The Pokémon Company, Nintendo     | Action-Rollenspiel              | 28. Jan. 2022    | 14,83 Millionen     | 31. März 2023 |
|     | Pokémon: Let’s Go, Pikachu! und Let’s Go, Evoli!   | Game Freak                        | The Pokémon Company, Nintendo     | Rollenspiel                     | 16. Nov. 2018    | 14,66 Millionen     | 30. Juni 2022 |
|     | Luigi’s Mansion 3                                  | Next Level Games                  | Nintendo                          | Action-Adventure                | 31. Okt. 2019    | 14,25 Millionen     | 31. März 2024 |
|     | Mario Party Superstars                             | NDcube                            | Nintendo                          | Party-Spiel                     | 29. Okt. 2021    | 14,00 Millionen     | 31. März 2025 |
|     | Super Mario 3D World + Bowser’s Fury               | Nintendo EPD                      | Nintendo                          | Jump ’n’ Run                    | 12. Feb. 2021    | 13,47 Millionen     | 31. März 2024 |
|     | Splatoon 2                                         | Nintendo EPD                      | Nintendo                          | Third-Person-Shooter            | 21. Juli 2017    | 13,30 Millionen     | 31. März 2022 |
|     | Splatoon 3                                         | Nintendo EPD                      | Nintendo                          | Third-Person-Shooter            | 9. Sep. 2022     | 11,96 Millionen     | 31. März 2024 |
|     | Super Mario 3D All-Stars                           | Nintendo EPD                      | Nintendo                          | Jump ’n’ Run, Spielesammlung    | 18. Sep. 2020    | 9,07 Millionen      | 31. Dez. 2021 |
|     | Super Mario Maker 2                                | Nintendo EPD                      | Nintendo                          | Jump ’n’ Run, Level-Editor      | 28. Juni 2019    | 7,89 Millionen      | 31. Dez. 2021 |
|     | Monster Hunter Rise                                | Capcom                            | Capcom                            | Action-Rollenspiel              | 26. März 2021    | 7,70 Millionen      | 31. Dez. 2021 |
|     | Kirby und das vergessene Land                      | HAL Laboratory                    | Nintendo                          | Jump ’n’ Run                    | 25. März 2022    | 7,52 Millionen      | 31. März 2024 |
|     | Super Mario Party Jamboree                         | Nintendo Cube                     | Nintendo                          | Party-Spiel                     | 17. Okt. 2024    | 7,48 Millionen      | 31. März 2025 |
|     | The Legend of Zelda: Link’s Awakening              | Grezzo                            | Nintendo                          | Action-Adventure                | 20. Sep. 2019    | 6,08 Millionen      | 31. Dez. 2021 |
|     | Mario Tennis Aces                                  | Camelot                           | Nintendo                          | Sportsimulation                 | 22. Juni 2018    | 4,28 Millionen      | 31. Dez. 2021 |
|     | 51 Worldwide Games                                 | NDcube                            | Nintendo                          | Party-Spiel, Spielesammlung     | 5. Juni 2020     | 4,22 Millionen      | 31. März 2022 |
|     | Donkey Kong Country: Tropical Freeze               | Retro Studios                     | Nintendo                          | Jump ’n’ Run                    | 4. Mai 2018      | 4,12 Millionen      | 31. Dez. 2021 |
|     | The Legend of Zelda: Echoes of Wisdom              | Nintendo EPD, Grezzo              | Nintendo                          | Action-Adventure                | 26. Sep. 2024    | 4,09 Millionen      | 31. März 2025 |
|     | Hyrule Warriors: Zeit der Verheerung               | Omega Force                       | Koei Tecmo, Nintendo              | Hack and Slay                   | 20. Nov. 2020    | 4,00 Millionen      | 5. Jan. 2022  |
|     | Kirby Star Allies                                  | HAL Laboratory                    | Nintendo                          | Jump ’n’ Run                    | 16. März 2018    | 3,98 Millionen      | 31. Dez. 2021 |
|     | The Legend of Zelda: Skyward Sword HD              | Tantalus Media                    | Nintendo                          | Action-Adventure                | 16. Juli 2021    | 3,91 Millionen      | 31. März 2022 |
|     | Fire Emblem: Three Houses                          | Intelligent Systems, Koei Tecmo   | Nintendo                          | Strategie-Rollenspiel           | 26. Juli 2019    | 3,82 Millionen      | 31. Dez. 2021 |
|     | 1-2-Switch                                         | Nintendo EPD                      | Nintendo                          | Party-Spiel                     | 3. März 2017     | 3,63 Millionen      | 31. Dez. 2021 |
|     | Momotaro Dentetsu: Showa, Heisei, Reiwa mo Teiban! | Konami                            | Konami                            | Party-Spiel                     | 19. Nov. 2020    | 3,50 Millionen      | 22. März 2022 |
|     | Pikmin 4                                           | Nintendo EAD, Eighting            | Nintendo                          | Echtzeit-Strategiespiel         | 21. Juli 2023    | 3,48 Millionen      | 31. März 2024 |
|     | Paper Mario: The Origami King                      | Intelligent Systems               | Nintendo                          | Rollenspiel, Action-Adventure   | 17. Juli 2020    | 3,34 Millionen      | 31. Dez. 2021 |
|     | Super Mario RPG                                    | ArtePiazza                        | Nintendo                          | Rollenspiel                     | 17. Nov. 2023    | 3,31 Millionen      | 31. März 2024 |
|     | Minecraft                                          | Mojang Studios                    | Mojang Studios, Xbox Game Studios | Sandbox-Spiel                   | 11. Mai 2017     | 3,27 Millionen      | [ A 1 ]       |
|     | Among Us                                           | Innersloth                        | Innersloth                        | Party-Spiel                     | 15. Dez. 2020    | 3,2 Millionen       | 31. Dez. 2020 |
|     | Yoshi’s Crafted World                              | Good-Feel                         | Nintendo                          | Jump ’n’ Run                    | 29. März 2019    | 3,01 Millionen      | 31. Dez. 2021 |
|     | Metroid Dread                                      | Nintendo EPD, MercurySteam        | Nintendo                          | Action-Adventure                | 8. Okt. 2021     | 2,90 Millionen      | 31. März 2022 |
|     | New Pokémon Snap                                   | Bandai Namco Studios              | The Pokémon Company, Nintendo     | Fotografie-Spiel                | 30. Apr. 2021    | 2,74 Millionen      | [ A 2 ]       |
|     | ARMS                                               | Nintendo EPD                      | Nintendo                          | Kampfspiel                      | 16. Juni 2017    | 2,66 Millionen      | 31. Dez. 2021 |
|     | Mario Strikers: Battle League Football             | Next Level Games                  | Nintendo                          | Fußballsimulation               | 10. Juni 2022    | 2,54 Millionen      | 31. März 2023 |
|     | Xenoblade Chronicles 2                             | Monolith Soft                     | Nintendo                          | Action-Rollenspiel              | 1. Dez. 2017     | 2,44 Millionen      | 31. Dez. 2021 |
|     | Mario Golf: Super Rush                             | Camelot                           | Nintendo                          | Sportsimulation                 | 25. Juni 2021    | 2,35 Millionen      | 31. März 2022 |
|     | Pikmin 3 Deluxe                                    | Nintendo EAD, Eighting            | Nintendo                          | Echtzeit-Strategiespiel         | 30. Okt. 2020    | 2,23 Millionen      | 31. Dez. 2021 |
|     | Captain Toad: Treasure Tracker                     | Nintendo EAD                      | Nintendo                          | Jump ’n’ Run, Puzzle-Spiel      | 13. Juli 2018    | 2,13 Millionen      | 31. Dez. 2021 |
|     | Paper Mario: Die Legende vom Äonentor              | Intelligent Systems               | Nintendo                          | Rollenspiel, Action-Adventure   | 23. Mai 2024     | 2,10 Millionen      | 31. März 2025 |
|     | Dragon Ball FighterZ                               | Arc System Works                  | Bandai Namco Entertainment        | Kampfspiel                      | 27. Sep. 2018    | 2,01 Millionen      | 31. Dez. 2021 |
|     | Mario + Rabbids Kingdom Battle                     | Ubisoft Milan, Ubisoft Paris      | Ubisoft, Nintendo                 | Strategie-Rollenspiel           | 29. Aug. 2017    | 2 Millionen         | 2. Sep. 2018  |
|     | Mario & Luigi: Brothership                         | Acquire                           | Nintendo                          | Rollenspiel                     | 7. Nov. 2024     | 1,97 Millionen      | 31. März 2025 |
|     | Octopath Traveler                                  | Square Enix, Acquire              | Square Enix, Nintendo             | Rollenspiel                     | 13. Juli 2018    | 1,90 Millionen      | 31. Dez. 2021 |
|     | Pokémon Mystery Dungeon: Retterteam DX             | Spike Chunsoft                    | The Pokémon Company, Nintendo     | Roguelike, Rollenspiel          | 6. März 2020     | 1,89 Millionen      | 31. Dez. 2021 |
|     | Taiko no Tatsujin: Drum ’n’ Fun!                   | Bandai Namco Studios              | Bandai Namco Entertainment        | Rhythmusspiel                   | 19. Juli 2018    | 1,89 Millionen      | 31. Dez. 2021 |
|     | Luigi’s Mansion 2 HD                               | Next Level Games                  | Nintendo                          | Action-Adventure                | 27. Juni 2024    | 1,88 Millionen      | 31. März 2025 |
|     | Xenoblade Chronicles 3                             | Monolith Soft                     | Nintendo                          | Action-Rollenspiel              | 29. Juli 2022    | 1,86 Millionen      | 31. März 2023 |
|     | Pokémon Tekken DX                                  | Bandai Namco Studios              | The Pokémon Company, Nintendo     | Kampfspiel                      | 22. Sep. 2017    | 1,80 Millionen      | 30. Juni 2020 |
|     | Miitopia                                           | Nintendo EPD                      | Nintendo                          | Rollenspiel                     | 21. Mai 2021     | 1,68 Millionen      | 31. März 2022 |
|     | Xenoblade Chronicles: Definitive Edition           | Monolith Soft                     | Nintendo                          | Action-Rollenspiel              | 29. Mai 2020     | 1,68 Millionen      | 31. Dez. 2021 |
|     | Fire Emblem Engage                                 | Intelligent Systems               | Nintendo                          | Strategie-Rollenspiel           | 20. Jan. 2023    | 1,61 Millionen      | 31. März 2023 |
|     | Big Brain Academy: Kopf an Kopf                    | Nintendo EPD                      | Nintendo                          | Puzzle-Spiel                    | 3. Dez. 2021     | 1,59 Millionen      | 31. März 2022 |
|     | Mario Kart Live: Home Circuit                      | Velan Studios                     | Nintendo                          | Rennspiel                       | 16. Okt. 2020    | 1,58 Millionen      | 31. Dez. 2021 |
|     | Dragon Ball Xenoverse 2                            | Dimps                             | Bandai Namco Entertainment        | Kampfspiel                      | 7. Sep. 2017     | 1,55 Millionen      | 31. Dez. 2021 |
|     | Marvel Ultimate Alliance 3: The Black Order        | Team Ninja                        | Nintendo                          | Action-Rollenspiel              | 19. Juli 2019    | 1,50 Millionen      | 31. Dez. 2021 |
|     | Kirby's Return to Dream Land Deluxe                | HAL Laboratory                    | Nintendo                          | Jump ’n’ Run                    | 24. Feb. 2023    | 1,46 Millionen      | 31. März 2023 |
|     | Nintendo Labo: Multi-Set                           | Nintendo EPD                      | Nintendo                          | Toys-to-life, Spielesammlung    | 20. Apr. 2018    | 1,42 Millionen      | 31. Dez. 2021 |
|     | Astral Chain                                       | PlatinumGames                     | Nintendo                          | Action-Adventure                | 30. Aug. 2019    | 1,28 Millionen      | 31. Dez. 2021 |
|     | Donkey Kong Country Returns HD                     | Retro Studios                     | Nintendo                          | Jump ’n’ Run                    | 26. Jan. 2025    | 1,27 Millionen      | 31. März 2025 |
|     | WarioWare: Get It Together!                        | Nintendo EPD, Intelligent Systems | Nintendo                          | Party-Spiel                     | 10. Sep. 2021    | 1,27 Millionen      | 31. März 2022 |
|     | Naruto Shippuden: Ultimate Ninja Storm Trilogy     | CyberConnect2                     | Bandai Namco Entertainment        | Kampfspiel, Spielesammlung      | 26. Apr. 2018    | 1,26 Millionen      | 31. Dez. 2021 |
|     | Princess Peach: Showtime!                          | Good-Feel                         | Nintendo                          | Action-Adventure                | 22. März 2024    | 1,22 Millionen      | 31. März 2024 |
|     | Dr. Kawashimas Gehirn-Jogging für Nintendo Switch  | Nintendo EPD                      | Nintendo                          | Puzzle-Spiel                    | 27. Dez. 2019    | 1,20 Millionen      | 31. Dez. 2021 |
|     | Resident Evil Revelations Collection               | Capcom                            | Capcom                            | Survival Horror, Spielesammlung | 27. Nov. 2017    | 1,20 Millionen      | 30. Juni 2022 |
|     | Mario vs. Donkey Kong                              | Nintendo Software Technology      | Nintendo                          | Puzzle-Spiel                    | 16. Feb. 2024    | 1,12 Millionen      | 31. März 2024 |
|     | Metroid Prime Remastered                           | Retro Studios                     | Nintendo                          | Action-Adventure                | 8. Feb. 2023     | 1,09 Millionen      | 31. März 2023 |
|     | Bayonetta 3                                        | PlatinumGames                     | Nintendo                          | Action-Adventure                | 28. Okt. 2022    | 1,07 Millionen      | 31. März 2023 |
|     | Spielestudio                                       | Nintendo EPD                      | Nintendo                          | Programmierspiel                | 11. Juni 2021    | 1,06 Millionen      | 31. März 2022 |
|     | Bayonetta 2                                        | PlatinumGames                     | Nintendo                          | Action-Adventure                | 16. Feb. 2018    | 1,04 Millionen      | 31. Dez. 2021 |
|     | Enter the Gungeon                                  | Dodge Roll                        | Devolver Digital                  | Bullet Hell, Roguelike          | 14. Dez. 2017    | 1 Million           | 2. März 2019  |
|     | Fire Emblem Warriors: Three Hopes                  | Omega Force                       | Koei Tecmo, Nintendo              | Hack and Slay, Rollenspiel      | 24. Juni 2022    | 1 Million           | 17. Aug. 2022 |
|     | Fitness Boxing                                     | Imagineer                         | Imagineer, Nintendo               | Exergaming, Rhythmusspiel       | 20. Dez. 2018    | 1 Million           | 8. Sep. 2020  |
|     | Fitness Boxing 2: Rhythm & Exercise                | Imagineer                         | Imagineer, Nintendo               | Exergaming, Rhythmusspiel       | 4. Dez. 2020     | 1 Million           | 9. Dez. 2021  |
|     | Shin Megami Tensei V                               | Atlus                             | Atlus, Sega, Nintendo             | Rollenspiel                     | 11. Nov. 2021    | 1 Million           | 18. Apr. 2022 |
|     | Story of Seasons: Pioneers of Olive Town           | Marvelous                         | Xseed Games, Marvelous            | Rollenspiel, Lebenssimulation   | 25. Feb. 2021    | 1 Million           | 5. Okt. 2021  |
|     | Thief Simulator                                    | Noble Muffins                     | Forever Entertainment             | Stealth-Spiel                   | 16. Mai 2019     | 1 Million           | 16. Juli 2021 |